# سیارک ۲۲۷۰۶۵
سیارک ۲۲۷۰۶۵ (به انگلیسی: 227065 Romandia، نامگذاری:2005GQ9)۲۲۷۰۶۵مین سیارک کشف شده‌است که در ۰۱ آوریل ۲۰۰۵ کشف شد.